# E=MC² Adventure Box
E=MC² Adventure Box – specjalna edycja albumu Mariah Carey E=MC², zawierająca album oraz nagranie z trasy wokalistki "The Adventures of Mimi".

## Zawartość
Box zawiera japońska edycję albumu E=MC², nagranie z koncertu odbytego w ramach "The Adventures of Mimi: The Voice, The Hits, The Tour" oraz interaktywny CD-Rom, który zawiera dzwonki, wirtualną półroczną subskrypcję oraz inne oferty.
Box zawiera także dwustronny plakat, który zawiera jedna fotografię z trasy i jedną z albumu, breloczek M.C. i książeczkę ze zdjęciami i tekstami piosenek (te dodatki są bez limitu).

## Lista utworów

### E=MC²
1. "Migrate" (featuring T-Pain) – 4:17
2. "Touch My Body" – 3:24
3. "Cruise Control" (featuring Damian Marley) – 3:32
4. "I Stay in Love" – 3:32
5. "Side Effects" (featuring Young Jeezy) – 4:22
6. "I'm That Chick" – 3:31
7. "Love Story" – 3:56
8. "I'll Be Lovin' U Long Time" – 3:01
9. "Last Kiss" – 3:36
10. "Thanx 4 Nothin'" – 3:05
11. "O.O.C." – 3:26
12. "For the Record" – 3:26
13. "Bye Bye" – 4:26
14. "I Wish You Well" – 4:35
15. "Heat" – 3:34
16. "4real4real" – 4:13

### The Adventures of Mimi Disc #1
1. "It's Like That"
2. "Heartbreaker" (Remix / Original Version)
3. "Dreamlover" (Remix Juicy/Notorious B.I.G. song)
4. "My All"
5. "Shake It Off"
6. "Vision of Love"
7. "Fly Like a Bird"
8. "I'll Be There" (duet with Trey Lorenz)
9. "Fantasy"
10. "Don't Forget About Us"
11. "Always Be My Baby"
12. "Honey"
13. "I Wish You Knew" (Snippet)
14. "Can’t Let Go" (Snippet)
15. "One Sweet Day" (featuring Boyz II Men)
16. "Hero"
17. "Make It Happen"
18. "We Belong Together"
19. "Fly Away (Butterfly Reprise)"

Dodatki
1. "Jukebox Function"
2. "Backstage"

### The Adventures of Mimi Disc #2
1. "The Adventures of Mimi Tour Documentary"
2. "Lovers and Haters"
3. "Karaoke-Style Feature"

### CD-Rom
1. dzwonki na komórkę
2. półroczny wirtualny bilet na subskrypcję
3. inne dodatki

## Wydanie
E=MC² Adventure Box najpierw został wydany w Wielkiej Brytanii i Ameryce Północnej 1 grudnia 2008 roku.
Następnie box został wydany w Hiszpanii i Japonii. Box ma zostać wydany także w Argentynie. Planowana data wydania została wyznaczona na 21 lutego 2009.